# Італійський тестон
Тестон (італ. testone; від італ. testa, дослівно — голова) — назва срібних монет різних італійських держав XV—XIX століть.

## Історія
Вперше викарбуваний в 1474 в Міланському герцогстві під час правління Галеаццо Марія Сфорца (1466—1476). Монета була наслідуванням венеційської ліри Трон 1472 року, але за кількістю срібла тестон відповідав 1½ ліри і мав вагу 9,65 г при вмісті 9,28 г чистого срібла.
Характерний зовнішній вигляд із зображенням монарха, стабільність вагових характеристик протягом тривалого періоду призвели до появи великої кількості наслідувань в інших італійських державах, включаючи Папську область. Спільним їм було зображення профіля правителя на аверсі.
У різні роки карбували кратні номінали в 2, 3 і 4 тестони.
Після поширення в XVI столітті монет великих срібних монет типу талер, тестони втратили своє значення як однієї з найбільших срібних монет Європи. У той же час отримавши, хоч і нетривале, але широке поширення в інших країнах, вони привели до появи безлічі наслідувань — французьких тестонів, шотландських та англійських тестунів, швейцарських диккенів, португальських тостанів та іспанський тестонів.
Серед італійських держав тестони востаннє випустили в 1796 в Папській області. До 1834 тестон у папських володіннях залишався розрахунковою грошовою одиницею, що дорівнювала 30 байокко, 3 паоло або1⁄10 доппії.